# 班宇侠
班宇侠（1973年11月—），中华人民共和国北京市人，回族，九三学社社员，北京急救中心南区分中心副主任医师，第十三届全国人民代表大会北京地区代表。

## 生平
2018年2月24日，当选为第十三届全国人大代表。